# Don’t Move (2004)
Don’t Move ist ein italienischer Spielfilm aus dem Jahre 2004. Der Film entstand nach einem Roman von Margaret Mazzantini, die auch am Drehbuch mitgearbeitet hat.

## Handlung
Timoteo ist Chirurg in einer römischen Klinik. Seine 15-jährige Tochter Angela wird nach einem schweren Mopedunfall in diese Klinik eingeliefert. Während die Tochter im Koma liegt, denkt Timoteo an die Zeit vor 15 Jahren zurück. Er lebte mit seiner schönen Frau Elsa, die neben ihrer Schönheit auch als Businesswoman erfolgreich ist. Auf dem Weg zu ihr ins luxuriöse Wochenendhaus am Meer hat Timoteo eine Autopanne. In einer unwirtlichen Vorstadtgegend sucht er nach Hilfe und trifft auf Italia. Italia ist ein Unterschichtkind, das in einem kleinen Haus inmitten einer Hochhausbaulandschaft wohnt. Dorthin geht sie mit ihm und erlaubt ihm zu telefonieren. Die billig gekleidete Italia ist das genaue Gegenteil seiner Frau Elsa. Timoteo fühlt sich von ihr angezogen. Nachdem sein Auto repariert wurde, verabschiedet er sich von Italia. Im Glauben sie niemals wiederzusehen, vergewaltigt er sie. Verstört von diesem Vorfall fährt er nach dem Wochenende im Luxus mit seiner Frau wieder zu ihr, um sich zu entschuldigen. Sie treffen sich fortan regelmäßig und es entwickelt sich eine Liebesaffäre, die sich zu einem Doppelleben des erfolgreichen Chirurgen entwickelt.
Italia und Elsa werden in diesem Zeitraum beide von Timoteo schwanger. Timoteo weiß, dass jetzt die Zeit der Trennung von Italia gekommen ist. Er erzählt ihr von einer schweren Krankheit seiner Frau und dass er sie deshalb nicht verlassen könne. Als Italia erfährt, dass Elsa auch schwanger ist, entschließt sie sich ihr Kind illegal abzutreiben. Timoteo trifft Italia zufällig in der Stadt und beschließt sein Leben zu verändern. Er möchte nur noch mit Italia zusammen sein, obwohl seine Frau Elsa im neunten Monat kurz vor der Entbindung steht. Nach der Entbindung fährt er mit Italia in ihre Heimatregion und träumt von einem Neubeginn seines Lebens. In der Nacht kommt es bei Italia zu Komplikationen aufgrund ihrer fehlerhaften Abtreibung. Timoteo bringt sie in ein Krankenhaus und operiert sie selbst. Ihr Körper ist jedoch soweit vergiftet, dass sie nach der Operation stirbt.
15 Jahre später glaubt Timoteo, dass die tote Italia schützend über das Leben seiner Tochter Ada wacht und tatsächlich gelingt die schwere Gehirnoperation und Ada überlebt.

## Kritiken
- Lexikon des internationalen Films: Sensibel inszeniertes, exzellent fotografiertes Drama um Schicksal, Glück und Vergänglichkeit, das die Themen mit Eleganz und Poesie behandelt. Der berührenden Geschichte verleihen zwei überzeugende Darsteller ein hohes Maß an Glaubwürdigkeit.[2]

## Auszeichnungen
Penélope Cruz und Sergio Castellitto wurden 2004 mit einem David di Donatello als beste Hauptdarsteller des Jahres ausgezeichnet. Cruz wurde außerdem für den Europäischen Filmpreis nominiert und erhielt den europäischen Publikumsfilmpreis.